# Park Place at Brickell
Le Park Place at Brickell, appelé aussi 1450 Brickell, est un gratte-ciel de 165 mètres de hauteur construit à Brickell (Miami) en Floride aux États-Unis de 2006 à 2009. Il est situé sur l'avenue Brickell, où se trouvent un grand nombre de gratte-ciel.
Les architectes sont l'agence Bermello Ajamil & Partners et l'agence Nichols Architects.